# Onzième législature du Riigikogu
La onzième législature du Riigikogu est la législature composée des 101 députés du Parlement élus lors des élections législatives estoniennes du 4 mars 2007 pour un mandat de quatre ans. La session parlementaire est ouverte le 2 avril 2007 et terminée le 26 mars 2011.

## Composition

### Bureau
Lors de la session inaugurale de la onzième législature le 2 avril 2007, l'assemblée élit Ene Ergma présidente du Parlement avec 91 voix pour, 6 voix contre, 1 vote nul parmi les 98 suffrages exprimés. Elle était la seule candidate à cette fonction. Kristiina Ojuland est élue première vice-présidente et Jüri Ratas deuxième vice-président, avec respectivement 55 et 38 voix positives sur 98 suffrages exprimés. Les autres candidats étaient Maret Maripuu et Vilja Savisaar.
Kristiina Ojuland est élue députée européenne aux élections européennes du 7 juin 2009 et démissionne du Riigikogu. Une nouvelle élection des vice-présidents est tenue le 15 juin 2009. Keit Pentus est élue première vice-présidente avec 51 voix, et Jüri Ratas est réélu deuxième vice-président avec 49 voix, sur 100 suffrages exprimés. Il n'y avait pas d'autre candidat.

### Groupes parlementaires
À la suite des élections législatives estoniennes de 2007, six partis politiques sont représentés au Riigikogu.
| Parti politique | Parti politique                       | Sièges au 4 mars 2007 | Sièges au 26 mars 2011 | Président                                                          | Vice-président(s)               |
| --------------- | ------------------------------------- | --------------------- | ---------------------- | ------------------------------------------------------------------ | ------------------------------- |
|                 | Parti de la réforme (ERE)             | 31                    | 31                     | Keit Pentus                                                        | Rein Aidma et Peep Aru          |
|                 | Parti du centre estonien (EKE)        | 29                    | 28                     | Vilja Savisaar jusque juin 2009 Kadri Simson à partir de juin 2009 | Ain Seppik et Toomas Varek      |
|                 | Union Pro Patria et Res Publica (IRL) | 19                    | 19                     | Mart Laar                                                          | Andres Herkel et Urmas Reinsalu |
|                 | Parti social-démocrate (SDE)          | 10                    | 13                     | Eiki Nestor                                                        | Indrek Saar                     |
|                 | Les Verts (EER)                       | 6                     | 6                      | Valdur Lahtvee                                                     | Marek Strandberg                |
|                 | Union du peuple (ERL)                 | 6                     | 0                      | Karel Rüütli ; Groupe dissous en juin 2010                         | Mai Treial                      |
| Non-inscrits    | Non-inscrits                          | 0                     | 4                      |                                                                    |                                 |
| Total           | Total                                 | 101                   |                        |                                                                    |                                 |

## Liste des députés
- Haut – A
- B
- C
- D
- E
- F
- G
- H
- I
- J
- K
- L
- M
- N
- O
- P
- Q
- R
- S
- T
- U
- V
- W
- X
- Y
- Z

|                                 | Nom                       | Date de naissance | Groupe parlementaire                              | Circonscription électorale | Notes |
| ------------------------------- | ------------------------- | ----------------- | ------------------------------------------------- | -------------------------- | --- |
|                                 | Jaak Aab                  | 9 avril 1960      | Parti du centre estonien                          | Huitième circonscription   | Renonce à son mandat car ministre des Affaires sociales en exercice, remplacé par Kersti Sarapuu ; Retrouve son siège de député le 5 avril 2007 |
| Portrait de Jaak Aaviksoo       | Jaak Aaviksoo             | 11 janvier 1954   | Union Pro Patria et Res Publica                   | Première circonscription   | Démissionne le 5 avril 2007 pour devenir ministre de la Défense ; remplacé par Ott Lumi |
| Portrait de Rein Aidma          | Rein Aidma (et)           | 28 septembre 1950 | Parti de la réforme                               | Septième circonscription   | Vice-président du groupe du Parti de la réforme |
| Portrait d'Andrus Ansip         | Andrus Ansip              | 1er octobre 1956  | Parti de la réforme                               | Quatrième circonscription  | Renonce à son mandat car Premier ministre en exercice, remplacé par Tatjana Muravjova |
|                                 | Robert Antropov (et)      | 29 janvier 1965   | Parti de la réforme                               | Sixième circonscription    | Remplace le 9 juillet 2009 Kristiina Ojuland |
| Portrait de Peep Aru            | Peep Aru (et)             | 20 avril 1953     | Parti de la réforme                               | Huitième circonscription   | Vice-président du groupe du Parti de la réforme |
|                                 | Hannes Astok (et)         | 25 septembre 1964 | Parti de la réforme                               | Dixième circonscription    | |
|                                 | Meelis Atonen (et)        | 5 décembre 1966   | Parti de la réforme                               | Huitième circonscription   | Démissionne le 11 février 2008 ; remplacé par Tõnu Juul |
|                                 | Ivi Eenmaa (et)           | 2 juin 1943       | Parti de la réforme                               | Onzième circonscription    | |
| Portrait d'Enn Eesmaa           | Enn Eesmaa (et)           | 7 juin 1946       | Parti du centre estonien                          | Troisième circonscription  | |
| Portrait d'Eldar Efendijev      | Eldar Efendijev           | 29 juin 1954      | Parti du centre estonien                          | Septième circonscription   | |
| Portrait d'Ene Ergma            | Ene Ergma                 | 29 février 1944   | Union Pro Patria et Res Publica                   | Neuvième circonscription   | Présidente du Riigikogu |
| Portrait d'Igor Gräzin          | Igor Gräzin               | 27 juin 1952      | Parti de la réforme                               | Neuvième circonscription   | |
| Portrait d'Andres Herkel        | Andres Herkel             | 14 août 1962      | Union Pro Patria et Res Publica                   | Première circonscription   | Vice-président du groupe de l'Union Pro Patria et Res Publica |
| Portrait de Kaia Iva            | Kaia Iva                  | 28 avril 1964     | Union Pro Patria et Res Publica                   | Huitième circonscription   | |
| Portrait de Laine Jänes         | Laine Jänes               | 30 juillet 1964   | Parti de la réforme                               | Dixième circonscription    | Démissionne le 5 avril 2007 pour devenir ministre de la Culture ; remplacée par Helmer Jõgi |
| Portrait de Raivo Järvi         | Raivo Järvi (et)          | 23 décembre 1954  | Parti de la réforme                               | Troisième circonscription  | Remplace le 27 mars 2007 Urmas Paet, ministre en exercice |
|                                 | Helmer Jõgi (et)          | 2 janvier 1952    | Parti de la réforme                               | Dixième circonscription    | Remplace le 5 avril 2007 Laine Jänes |
|                                 | Mihkel Juhkami (en)       | ?                 | Union Pro Patria et Res Publica                   | Sixième circonscription    | Remplace le 4 juin 2009 Marko Pomerants ; Démissionne le lendemain pour rester conseiller municipal de Rakvere ; remplacé par Mari-Ann Kelam |
| Portrait de Mart Jüssi          | Mart Jüssi (et)           | 21 mars 1965      | Les Verts                                         | Douzième circonscription   | |
| Portrait de Tõnu Juul           | Tõnu Juul (et)            | 21 avril 1958     | Parti de la réforme                               | Huitième circonscription   | Remplace le 11 février 2008 Meelis Atonen |
| Portrait de Helle Kalda         | Helle Kalda (et)          | 17 février 1950   | Parti du centre estonien                          | Troisième circonscription  | |
| Portrait de Lembit Kaljuvee     | Lembit Kaljuvee (et)      | 29 décembre 1952  | Parti du centre estonien                          | Septième circonscription   | Remplace Mihhail Stalnuhhin le 17 avril 2007 |
| Portrait de Kalev Kallo         | Kalev Kallo (et)          | 6 décembre 1948   | Parti du centre estonien                          | Première circonscription   | Remplace le 27 mars 2007 Paul-Eerik Rummo, ministre en exercice ; Quitte ses fonctions le 5 avril 2007 au retour au Parlement de Paul-Eerik Rummo |
|                                 | Katrin Karisma-Krumm (et) | 21 août 1947      | Parti de la réforme                               | Deuxième circonscription   | Remplace le 21 décembre 2009 Ülle Rajasalu |
|                                 | Ene Kaups (et)            | 13 février 1963   | Parti de la réforme                               | Cinquième circonscription  | Remplace le 12 avril Sulev Vare |
| Portrait de Mari-Ann Kelam      | Mari-Ann Kelam (et)       | 26 juin 1946      | Parti de la réforme                               | Quatrième circonscription  | Remplace le 5 juin 2009 Mihkel Juhkami |
|                                 | Urmas Klaas (et)          | 17 mars 1971      | Parti de la réforme                               | Onzième circonscription    | |
| Portrait de Mait Klaassen       | Mait Klaassen (et)        | 23 janvier 1955   | Parti de la réforme                               | Onzième circonscription    | Remplace le 27 mars 2007 Edgar Savisaar, ministre en exercice ; Quitte ses fonctions le 5 avril 2007 au retour au Parlement d'Edgar Savisaar ; Remplace le 11 septembre 2007 Kristen Michal ; Démissionne le 19 décembre 2007 ; remplacé par Leino Mägi                                         |
|                                 | Tõnis Kõiv (et)           | 29 octobre 1970   | Parti de la réforme                               | Huitième circonscription   | |
| Portrait de Valeri Korb         | Valeri Korb (et)          | 3 juillet 1954    | Parti du centre estonien                          | Septième circonscription   | |
| Portrait de Kalev Kotkas        | Kalev Kotkas (et)         | 10 avril 1960     | Parti social-démocrate                            | Cinquième circonscription  | Remplace le 14 avril 2007 Kalev Kotkas |
| Portrait de Tarmo Kõuts         | Tarmo Kõuts (et)          | 27 novembre 1953  | Union Pro Patria et Res Publica                   | Cinquième circonscription  | |
| Portrait de Kalvi Kõva          | Kalvi Kõva (et)           | 16 novembre 1974  | Parti social-démocrate                            | Onzième circonscription    | Remplace le 5 avril 2007 Ivari Padar ; Quitte ses fonctions le 21 mai 2007 au retour au Parlement d'Ivari Padar ; Remplace le 9 juillet 2009 Ivari Padar |
| Portrait de Peeter Kreitzberg   | Peeter Kreitzberg (et)    | 14 décembre 1948  | Parti social-démocrate                            | Troisième circonscription  | |
| Portrait d'Elle Kull            | Elle Kull (et)            | 5 janvier 1952    | Union Pro Patria et Res Publica                   | Quatrième circonscription  | Remplace le 14 septembre 2009 Taavi Veskimägi |
|                                 | Jaan Kundla (et)          | 11 octobre 1937   | Parti du centre estonien Non-inscrit              | Huitième circonscription   | Quitte le Parti du centre estonien 22 avril 2008 ; siège ensuite comme député non inscrit |
|                                 | Tiit Kuusmik (et)         | 3 mars 1950       | Parti du centre estonien                          | Septième circonscription   | |
| Portrait de Kalle Laanet        | Kalle Laanet              | 25 septembre 1965 | Parti du centre estonien                          | Douzième circonscription   | Renonce à son mandat car Ministre de l'Intérieur en exercice, remplacé par Margus Tammekivi ; Retrouve son siège de député le 5 avril 2007 |
| Portrait de Mart Laar           | Mart Laar                 | 22 avril 1960     | Union Pro Patria et Res Publica                   | Deuxième circonscription   | Président du groupe de l'Union Pro Patria et Res Publica |
| Portrait de Lauri Laasi         | Lauri Laasi (et)          | 12 septembre 1974 | Parti du centre estonien                          | Première circonscription   | |
|                                 | Valdur Lahtvee (et)       | 19 janvier 1958   | Les Verts                                         | Quatrième circonscription  | Président du groupe des Verts |
| Portrait de Rein Lang           | Rein Lang                 | 4 juillet 1957    | Parti de la réforme                               | Première circonscription   | Renonce à son mandat car Ministre de la Justice en exercice, remplacé par Erik Salumäe |
| Portrait de Heimar Lenk         | Heimar Lenk (et)          | 17 septembre 1946 | Parti du centre estonien                          | Onzième circonscription    | |
|                                 | Margus Lepik (et)         | 14 mars 1969      | Parti de la réforme                               | Onzième circonscription    | Démissionne le 17 juin 2010 pour devenir gouverneur du comté de Valga ; remplacé par Terje Trei |
| Portrait de Jürgen Ligi         | Jürgen Ligi               | 16 juillet 1959   | Parti de la réforme                               | Deuxième circonscription   | Renonce à son mandat car Ministre de la Défense en exercice, remplacé par Ülle Rajasalu ; Retrouve son siège de député le 5 avril 2007 ; Démissionne le 4 juin 2009 pour devenir ministre des Finances ; remplacé par Ülle Rajasalu                                                             |
| Portrait de Väino Linde         | Väino Linde (et)          | 31 janvier 1959   | Parti de la réforme                               | Douzième circonscription   | |
|                                 | Aleksei Lotman (et)       | 6 mai 1960        | Les Verts                                         | Cinquième circonscription  | |
| Portrait d'Inara Luigas         | Inara Luigas (et)         | 13 janvier 1959   | Parti du centre estonien                          | Onzième circonscription    | |
| Portrait de Lauri Luik          | Lauri Luik (et)           | 23 avril 1982     | Parti de la réforme                               | Cinquième circonscription  | |
|                                 | Tõnis Lukas               | 5 juin 1962       | Union Pro Patria et Res Publica                   | Dixième circonscription    | Démissionne le 5 avril 2007 pour devenir ministre de l'Éducation et de la Recherche ; remplacé par Margus Tsahkna |
|                                 | Ott Lumi (et)             | 1er décembre 1978 | Union Pro Patria et Res Publica                   | Deuxième circonscription   | Remplace le 5 avril 2007 Jaak Aaviksoo Démissionne le 9 novembre 2011 pour rejoindre le secteur privé ; remplacé par Liisa-Ly Pakosta |
|                                 | Leino Mägi (et)           | 22 mars 1955      | Parti de la réforme                               | Quatrième circonscription  | Remplace le 1er janvier 2008 Mait Klaassen |
|                                 | Tarmo Mänd (et)           | 19 août 1950      | Union populaire estonienne Parti de la réforme    | Cinquième circonscription  | Remplace le 3 avril 2007 Erika Salumäe, qui a renoncé à son mandat Quitte le 12 mars 2010 l'Union populaire estonienne pour rejoindre le Parti de la réforme |
| Portrait de Maret Maripuu       | Maret Maripuu             | 16 juillet 1974   | Parti de la réforme                               | Troisième circonscription  | Démissionne le 5 avril 2007 pour devenir ministre des Affaires sociales ; remplacée par Hanno Pevkur |
|                                 | Jaanus Marrandi (et)      | 23 mars 1963      | Union populaire estonienne Parti social-démocrate | Huitième circonscription   | Quitte le 14 juin 2010 l'Union populaire estonienne pour rejoindre le Parti social-démocrates |
| Portrait de Silver Meikar       | Silver Meikar             | 12 février 1978   | Parti de la réforme                               | Dixième circonscription    | |
|                                 | Maret Merisaar (et)       | 13 février 1958   | Les Verts                                         | Première circonscription   | |
| Portrait de Kristen Michal      | Kristen Michal            | 12 juillet 1975   | Parti de la réforme                               | Deuxième circonscription   | Démissionne le 11 septembre 2007 ; remplacé par Mait Klaassen |
| Portrait de Marko Mihkelson     | Marko Mihkelson (et)      | 30 novembre 1969  | Union Pro Patria et Res Publica                   | Quatrième circonscription  | |
| Portrait de Sven Mikser         | Sven Mikser               | 8 novembre 1973   | Parti social-démocrate                            | Huitième circonscription   | |
|                                 | Tatjana Muravjova (et)    | 13 janvier 1949   | Parti de la réforme                               | Première circonscription   | Remplace le 27 mars 2007 Andrus Ansip, Premier ministre en exercice |
| Portrait d'Aadu Must            | Aadu Must (et)            | 25 mars 1951      | Parti du centre estonien                          | Dixième circonscription    | Démissionne le 29 octobre 2009 pour devenir président du conseil municipal de Tartu ; remplacé par Nikolai Põdramägi |
| Portrait de Kadri Simson        | Kadri Must                | 22 janvier 1977   | Parti du centre estonien                          | Douzième circonscription   | Kadri Simson, née Kadri Must Présidente du groupe du Parti du centre estonien à partir de juin 2009 |
| Portrait d'Eiki Nestor          | Eiki Nestor               | 5 septembre 1953  | Parti social-démocrate                            | Première circonscription   | Président du groupe du Parti social-démocrate |
| Portrait d'Erki Nool            | Erki Nool                 | 25 juin 1970      | Union Pro Patria et Res Publica                   | Onzième circonscription    | |
| Portrait de Mart Nutt           | Mart Nutt (et)            | 21 mars 1962      | Union Pro Patria et Res Publica                   | Troisième circonscription  | |
| Portrait de Kristiina Ojuland   | Kristiina Ojuland         | 17 décembre 1966  | Parti de la réforme                               | Sixième circonscription    | Première vice-présidente du Riigikogu ; Démissionne le 9 juillet 2009 pour devenir députée européenne ; remplacée par Robert Antropov |
|                                 | Tiina Oraste (et)         | 2 octobre 1962    | Union Pro Patria et Res Publica                   | Huitième circonscription   | Remplace le 5 avril 2007 Helir-Valdor Seeder Démissionne le 1er octobre 2009 pour devenir gouverneure du comté de Järva ; remplacée par Sven Sester |
|                                 | Harri Õunapuu (et)        | 2 février 1947    | Parti de la réforme                               | Quatrième circonscription  | |
| Portrait de Jaan Õunapuu        | Jaan Õunapuu (et)         | 13 septembre 1958 | Union populaire estonienne Parti social-démocrate | Neuvième circonscription   | Remplace le 26 mai 2010 Villu Reiljan ; Quitte le 14 juin 2010 l'Union populaire estonienne pour rejoindre le Parti social-démocrate |
| Portrait de Siiri Oviir         | Siiri Oviir               | 3 novembre 1947   | Parti du centre estonien                          | Quatrième circonscription  | Mandat annulé par la Cour d'État le 13 avril 2007 ; remplacée par Aivar Riisalu |
| Portrait de Ivari Padar         | Ivari Padar               | 12 mars 1965      | Parti social-démocrate                            | Onzième circonscription    | Démissionne le 5 avril 2007 pour devenir ministre des Finances ; remplacé par Kalvi Kõva Retrouve son siège de député après la démission du gouvernement le 21 mai 2009 ; Démissionne le 9 juillet 2009 pour devenir député européen ; remplacé par Kalvi Kõva                                  |
| Portrait d'Urmas Paet           | Urmas Paet                | 20 avril 1974     | Parti de la réforme                               | Troisième circonscription  | Renonce à son mandat car Ministre des Affaires étrangères en exercice, remplacé par Raivo Järvi |
| Portrait de Liisa-Ly Pakosta    | Liisa-Ly Pakosta          | 3 septembre 1969  | Union Pro Patria et Res Publica                   | Deuxième circonscription   | Remplace le 9 novembre 2009 Ott Lumi |
| Portrait de Kalle Palling       | Kalle Palling (et)        | 27 février 1985   | Parti de la réforme                               | Quatrième circonscription  | |
| Portrait de Juhan Parts         | Juhan Parts               | 27 août 1966      | Union Pro Patria et Res Publica                   | Troisième circonscription  | Démissionne le 5 avril 2007 pour devenir ministre des Affaires économiques et des Communications ; remplacé par Lauri Vahtre |
|                                 | Georg Pelisaar (et)       | 7 décembre 1958   | Parti du centre estonien                          | ?                          | Remplace le 9 juillet 2009 Vilja Savisaar |
| Portrait de Keit Pentus         | Keit Pentus               | 3 mars 1976       | Parti de la réforme                               | Deuxième circonscription   | Présidente du groupe du Parti de la réforme ; Première vice-présidente du Riigikogu à partir du 15 juin 2009 |
| Portrait de Hanno Pevkur        | Hanno Pevkur              | 2 avril 1977      | Parti de la réforme                               | Troisième circonscription  | Remplace le 5 avril 2007 Maret Maripuu Ministre des Affaires sociales 24 février 2009 |
| Portrait de Heljo Pikhof        | Heljo Pikhof (et)         | 20 octobre 1958   | Parti social-démocrate                            | Dixième circonscription    | |
|                                 | Nikolai Põdramägi (et)    | 7 janvier 1944    | Parti du centre estonien                          | Dixième circonscription    | Remplace le 29 octobre 2009 Aadu Must |
| Portrait de Marko Pomerants     | Marko Pomerants           | 24 septembre 1964 | Union Pro Patria et Res Publica                   | Sixième circonscription    | Démissionne le 4 juin 2009 pour devenir ministre de l'Intérieur ; remplacé par Mihkel Juhkami |
|                                 | Nelli Privalova (et)      | 7 février 1945    | Parti du centre estonien                          | Deuxième circonscription   | |
| Portrait de Jaanus Rahumägi     | Jaanus Rahumägi (et)      | 5 septembre 1963  | Parti de la réforme                               | Septième circonscription   | |
| Portrait de Mati Raidma         | Mati Raidma (et)          | 7 avril 1965      | Parti de la réforme                               | Douzième circonscription   | |
|                                 | Ülle Rajasalu (et)        | 6 mai 1953        | Parti de la réforme                               | Deuxième circonscription   | Remplace le 27 mars 2007 Jürgen Ligi, ministre en exercice ; Quitte ses fonctions le 5 avril 2007 au retour au Parlement de Jürgen Ligi ; Remplace le 4 juin 2009 Jürgen Ligi ; Démissionne le 21 décembre 2009 pour devenir gouverneure du comté de Harju ; remplacée par Katrin Karisma-Krumm |
| Portrait de Jüri Ratas          | Jüri Ratas                | 2 juillet 1978    | Parti du centre estonien                          | Troisième circonscription  | Deuxième vice-président du Riigikogu ; Réélu deuxième vice-président du Riigikogu le 15 juin 2009 |
|                                 | Rein Ratas (et)           | 9 mai 1938        | Parti du centre estonien                          | Deuxième circonscription   | |
|                                 | Janno Reiljan (et)        | 8 octobre 1951    | Union populaire estonienne Non-inscrit            | Onzième circonscription    | Remplace le 27 mars 2007 Ester Tuiksoo, ministre en exercice ; Quitte ses fonctions le 5 avril 2007 au retour au Parlement d'Ester Tuiksoo ; Le groupe de l'Union populaire estonienne est dissous le 7 juillet 2010 en raison d'effectifs insuffisants                                         |
|                                 | Villu Reiljan (et)        | 23 mai 1953       | Union populaire estonienne                        | Neuvième circonscription   | Démis de ses fonctions le 27 mai 2010 par la Cour d'État ; remplacé par Jaan Õunapuu |
| Portrait d'Urmas Reinsalu       | Urmas Reinsalu            | 22 juin 1975      | Union Pro Patria et Res Publica                   | Troisième circonscription  | Vice-président du groupe de l'Union Pro Patria et Res Publica |
| Portrait de Mailis Reps         | Mailis Reps               | 13 janvier 1975   | Parti du centre estonien                          | Quatrième circonscription  | Renonce à son mandat car Ministre de l'Éducation et de la Recherche en exercice, remplacé par Aivar Riisalu ; Retrouve son siège de député le 5 avril 2007 |
| Portrait d'Aivar Riisalu        | Aivar Riisalu (et)        | 13 mars 1961      | Parti du centre estonien                          | Quatrième circonscription  | Remplace le 27 mars 2007 Mailis Reps, ministre en exercice ; Quitte ses fonctions le 5 avril 2007 au retour au Parlement de Mailis Reps ; Remplace le 14 avril 2007 Siiri Oviir |
| Portrait de Taavi Rõivas        | Taavi Rõivas              | 26 septembre 1979 | Parti de la réforme                               | Première circonscription   | |
|                                 | Rain Rosimannus (et)      | 9 novembre 1968   | Parti de la réforme                               | Quatrième circonscription  | |
|                                 | Hannes Rumm (et)          | 11 novembre 1968  | Parti social-démocrate                            | Deuxième circonscription   | Remplace le 14 avril 2007 Katrin Saks |
| Portrait de Paul-Eerik Rummo    | Paul-Eerik Rummo          | 19 janvier 1942   | Parti de la réforme                               | Troisième circonscription  | Renonce à son mandat car Ministre de la Population et des Affaires ethniques en exercice, remplacé par Kalev Kallo ; Retrouve son siège de député le 5 avril 2007 |
| Portrait de Karel Rüütli        | Karel Rüütli (et)         | 25 décembre 1978  | Union populaire estonienne Parti social-démocrate | Dixième circonscription    | Président du groupe de l'Union populaire estonienne ; Quitte le 14 juin 2010 l'Union populaire estonienne pour rejoindre le Parti social-démocrate |
| Portrait d'Indrek Saar          | Indrek Saar               | 20 février 1973   | Parti social-démocrate                            | Sixième circonscription    | Vice-président du groupe du Parti social-démocrate |
| Portrait de Katrin Saks         | Katrin Saks               | 29 novembre 1956  | Parti social-démocrate                            | Deuxième circonscription   | Mandat annulé par la Cour d'État le 13 avril 2007 ; remplacée par Hannes Rumm |
|                                 | Erik Salumäe (et)         | 5 mai 1970        | Parti de la réforme                               | Première circonscription   | Remplace le 27 mars 2007 Rein Lang, ministre en exercice |
| Portrait d'Erika Salumäe        | Erika Salumäe             | 11 juin 1962      | Union populaire estonienne                        | Troisième circonscription  | Renonce à son mandat pour rester conseillère municipale de Tallinn ; remplacée par Tarmo Mänd |
|                                 | Jaak Salumets             | 30 janvier 1949   | Parti de la réforme                               | Quatrième circonscription  | |
|                                 | Arvo Sarapuu (et)         | 26 août 1953      | Parti du centre estonien                          | Huitième circonscription   | |
|                                 | Kersti Sarapuu (et)       | 5 mai 1954        | Parti du centre estonien                          | Huitième circonscription   | Remplace le 27 mars 2007 Jaak Aab, ministre en exercice ; Quitte ses fonctions le 5 avril 2007 au retour au Parlement de Jaak Aab |
| Portrait d'Edgar Savisaar       | Edgar Savisaar            | 31 mai 1950       | Parti du centre estonien                          | Deuxième circonscription   | Renonce à son mandat car Ministre des Affaires économiques et des Communications en exercice, remplacé par Mait Klaassen ; Retrouve son siège de député le 5 avril 2007 |
|                                 | Vilja Savisaar            | 15 août 1962      | Parti du centre estonien                          | Première circonscription   | Présidente du groupe du Parti du centre estonien ; Démissionne le 9 juillet 2009 pour devenir députée européenne ; remplacé par Georg Pelisaar |
| Portrait de Helir-Valdor Seeder | Helir-Valdor Seeder       | 7 septembre 1964  | Union Pro Patria et Res Publica                   | Huitième circonscription   | Démissionne le 5 avril 2007 pour devenir ministre de l'Agriculture ; remplacé par Tiina Oraste |
| Portrait de Evelyn Sepp         | Evelyn Sepp (et)          | 13 juillet 1972   | Parti du centre estonien                          | Deuxième circonscription   | |
|                                 | Ain Seppik (et)           | 12 mars 1952      | Parti du centre estonien                          | Cinquième circonscription  | Vice-président du groupe du Parti du centre estonien |
| Portrait de Sven Sester         | Sven Sester               | 14 juillet 1969   | Union Pro Patria et Res Publica                   | Deuxième circonscription   | Remplace le 1er octobre 2009 Tiina Oraste |
| Portrait d'Imre Sooäär          | Imre Sooäär (et)          | 13 mars 1969      | Parti de la réforme                               | Cinquième circonscription  | |
| Portrait de Mark Soosaar        | Mark Soosaar (et)         | 12 janvier 1946   | Parti social-démocrate                            | Douzième circonscription   | |
| Portrait d'Olga Sõtnik          | Olga Sõtnik (et)          | 2 décembre 1980   | Parti du centre estonien                          | Deuxième circonscription   | |
| Portrait de Mihhail Stalnuhhin  | Mihhail Stalnuhhin (et)   | 15 septembre 1961 | Parti du centre estonien                          | Septième circonscription   | Démissionne le 17 avril 2007 ; remplacé par Lembit Kaljuvee |
|                                 | Marek Strandberg (et)     | 25 septembre 1965 | Les Verts                                         | Quatrième circonscription  | Vice-président du groupe des Verts |
| Portrait de Jaanus Tamkivi      | Jaanus Tamkivi            | 17 novembre 1959  | Parti de la réforme                               | Cinquième circonscription  | Démissionne le 5 avril 2007 pour devenir ministre de l'Environnement ; remplacé par Urve Tiidus |
|                                 | Jüri Tamm                 | 5 février 1957    | Parti social-démocrate                            | Quatrième circonscription  | Remplace le 11 octobre 2007 Liina Tõnisson ; 7 décembre 2010 |
|                                 | Margus Tammekivi (et)     | 23 janvier 1956   | Parti du centre estonien                          | Douzième circonscription   | Remplace le 27 mars 2007 Kalle Laanet, ministre en exercice ; Quitte ses fonctions le 5 avril 2007 au retour au Parlement de Kalle Laanet |
|                                 | Andres Tarand             | 11 janvier 1940   | Parti social-démocrate                            | Cinquième circonscription  | Mandat annulé par la Cour d'État le 13 avril 2007 ; remplacé par Kalev Kotkas |
| Portrait d'Urve Tiidus          | Urve Tiidus               | 6 juin 1954       | Parti de la réforme                               | Cinquième circonscription  | Remplace le 5 avril 2007 Jaanus Tamkivi ; Démissionne le lendemain pour rester maire de Kuressaare, remplacé par Sulev Vare |
|                                 | Liina Tõnisson (et)       | 24 mai 1940       | Parti social-démocrate                            | Quatrième circonscription  | Démissionne le 8 octobre 2007 ; remplacée par Jüri Tamm le 11 octobre |
| Portrait de Toomas Tõniste      | Toomas Tõniste            | 26 avril 1967     | Union Pro Patria et Res Publica                   | Deuxième circonscription   | |
|                                 | Toivo Tootsen (et)        | 17 juin 1943      | Parti du centre estonien                          | Onzième circonscription    | |
| Portrait de Toomas Trapido      | Toomas Trapido (et)       | 15 avril 1972     | Les Verts                                         | Dixième circonscription    | |
|                                 | Terje Trei (et)           | 1er mai 1967      | Parti de la réforme                               | ?                          | Remplace le 17 juin 2010 Margus Lepik |
|                                 | Mai Treial (et)           | 22 mai 1952       | Union populaire estonienne Non-inscrit            | Neuvième circonscription   | Vice-président du groupe de l'Union populaire estonienne ; Le groupe de l'Union populaire estonienne est dissous le 7 juillet 2010 en raison d'effectifs insuffisants |
| Portrait de Margus Tsahkna      | Margus Tsahkna            | 13 avril 1977     | Union Pro Patria et Res Publica                   | Dixième circonscription    | Remplace le 5 avril 2007 Tõnis Lukas |
| Portrait d'Ester Tuiksoo        | Ester Tuiksoo (et)        | 5 mars 1965       | Union populaire estonienne Non-inscrite           | Onzième circonscription    | Renonce à son mandat car ministre de l'Agriculture en exercice, remplacée par Janno Reiljan ; Retrouve son siège de députée le 5 avril 2007 ; Le groupe de l'Union populaire estonienne est dissous le 7 juillet 2010 en raison d'effectifs insuffisants                                        |
|                                 | Peeter Tulviste (et)      | 28 octobre 1945   | Union Pro Patria et Res Publica                   | Dixième circonscription    | |
| Portrait de Marika Tuus         | Marika Tuus (et)          | 12 mai 1951       | Parti du centre estonien                          | Neuvième circonscription   | |
| Portrait de Ken-Marti Vaher     | Ken-Marti Vaher           | 5 septembre 1974  | Union Pro Patria et Res Publica                   | Première circonscription   | |
| Portrait de Lauri Vahtre        | Lauri Vahtre (et)         | 22 mars 1960      | Union Pro Patria et Res Publica                   | Troisième circonscription  | Remplace le 5 avril 2007 Juhan Parts |
|                                 | Sulev Vare (et)           | 25 mai 1962       | Parti de la réforme                               | Cinquième circonscription  | Remplace le 6 avril 2007 Urve Tiidus ; démissionne le 11 avril 2007, remplacé par Ene Kaups |
|                                 | Toomas Varek (et)         | 6 juin 1948       | Parti du centre estonien                          | Sixième circonscription    | Vice-président du groupe du Parti du centre estonien |
| Portrait de Trivimi Velliste    | Trivimi Velliste          | 4 mai 1947        | Union Pro Patria et Res Publica                   | Douzième circonscription   | |
| Portrait de Vladimir Velman     | Vladimir Velman (et)      | 25 septembre 1945 | Parti du centre estonien                          | Première circonscription   | |
| Portrait de Taavi Veskimagi     | Taavi Veskimägi (et)      | 20 novembre 1974  | Union Pro Patria et Res Publica                   | Quatrième circonscription  | Démissionne le 14 septembre 2009 pour rejoindre le secteur privé ; remplacé par Elle Kull |

## Changements en cours de législature
Selon le règlement du Riigikogu, les députés élus qui sont par ailleurs ministres en exercice dans le gouvernement Ansip I, Jaak Aab, Andrus Ansip, Kalle Laanet, Rein Lang, Jürgen Ligi, Urmas Paet, Mailis Reps, Edgar Savisaar, Paul-Eerik Rummo et Ester Tuiksoo, doivent renoncer à leur mandat. Ils sont remplacés respectivement par leurs suppléants Kersti Sarapuu, Tatjana Muravjova, Margus Tammekivi, Erik Salumäe, Ülle Rajasalu, Raivo Järvi, Aivar Riisalu, Mait Klaassen, Kalev Kallo et Rein Randver. Rein Randver étant également ministre, il est lui-même immédiatement remplacé par Janno Reiljan.
Les députés élus Siiri Oviir, Katrin Saks et Andres Tarand renoncent à leur mandat pour rester députés européens. La Commission nationale électorale conteste leur retrait car ils ont refusé de prêter le serment du Riigikogu, et porte l'affaire devant la Cour d'État de la république d'Estonie. Celle-ci lui donne raison dans son jugement rendu le 13 avril 2007, où elle annule l'élection des trois députés pour leur refus de prêter serment. Ils sont remplacés respectivement par Aivar Riisalu, Hannes Rumm et Kalev Kotkas
Erika Salumäe crée la surprise en renonçant à son mandat pour se consacrer à son travail au conseil municipal de Tallinn. Une partie de la presse suggère qu'elle aurait subi des pressions ou reçu de l'argent du parti de son suppléant Tarmo Mänd, l'Union populaire estonienne, ce que l'intéressée dément.
Le gouvernement Ansip II entre en fonction le 5 avril 2007. Les nouveaux ministres Jaak Aaviksoo, Laine Jänes, Tõnis Lukas, Maret Maripuu, Ivari Padar, Juhan Parts, Helir-Valdor Seeder et Jaanus Tamkivi démissionnent de leur mandat de député ; ils sont remplacés respectivement par Ott Lumi, Helmer Jõgi, Margus Tsahkna, Hanno Pevkur, Kalvi Kõva, Lauri Vahtre, Tiina Oraste et Urve Tiidus. Ce dernier, qui est maire de Kuressaare, démissionne du Riigikogu le jour même ; son suppléant Sulev Vare ne souhaite pas non plus exercer la fonction de député ; le siège revient alors à Ene Kaups le 12 avril.
Les anciens ministres Jaak Aab, Kalle Laanet, Jürgen Ligi, Mailis Reps, Paul-Eerik Rummo, Edgar Savisaar et Ester Tuiksoo retrouvent leur siège au Parlement ; leurs suppléants Kersti Sarapuu, Margus Tammekivi, Ülle Rajasalu, Aivar Riisalu, Mait Klaassen, Kalev Kallo et Janno Reiljan sont donc démis de leurs fonctions.
Le 17 avril 2007, Mihhail Stalnuhhin démissionne et est remplacé par Lembit Kaljuvee.
Le 11 septembre 2007, Kristen Michal démissionne pour se consacrer à ses fonctions de secrétaire général du Parti réformiste estonien ; il est remplacé par Mait Klaassen.
Le 8 octobre 2007, Liina Tõnisson annonce sa démission du Parlement ; elle est remplacée le 11 octobre par Jüri Tamm.
Le 19 décembre 2007, Mait Klaassen annonce sa démission pour devenir recteur de l'Université estonienne des sciences de la vie ; il est remplacé le 1er janvier 2008 par Leino Mägi.
Le 11 février 2008, Meelis Atonen démissionne du Parlement ; il est remplacé par Tõnu Juul.
Le 23 avril 2008, Jaan Kundla quitte le Parti du centre estonien pour éviter une exclusion déshonorante, car il fait scandale pour avoir fait financer ses dépenses personnelles par le Riigikogu. Il siège ensuite comme député non inscrit.
Le 21 mai 2009, les ministres du Parti social-démocrate quittent la coalition gouvernementale dirigée par Andrus Ansip. Le ministre des Finances démissionnaire Ivari Padar retrouve son siège de député, qu'il reprend à son suppléant Kalvi Kõva.
Le 4 juin 2009, Jürgen Ligi est nommé ministre des Finances. Il quitte son siège de député et est remplacé par Ülle Rajasalu. Le même jour, Marko Pomerants est nommé ministre de l'Intérieur. Son suppléant désigné Mihkel Juhkami renonce à siéger pour conserver ses fonctions au conseil municipal de Rakvere ; il est remplacé le 5 juin par Mari-Ann Kelam.
Aux élections européennes du 7 juin 2009, les députés Kristiina Ojuland, Ivari Padar et Vilja Savisaar sont élus députés européens. Ils sont remplacés respectivement par Robert Antropov, Kalvi Kõva et Viktor Vassiljev. Ce dernier renonce à siéger et la fonction revient à Georg Pelisaar en juillet 2009. Kadri Simson devient présidente du groupe du Parti du centre estonien à la place de Vilja Savisaar.
Le 14 septembre 2009, Taavi Veskimägi quitte ses fonctions de député pour rejoindre le secteur privé. Il est remplacé par Elle Kull.
Le 1er octobre 2009, Tiina Oraste est nommée gouverneure du comté de Järva. Elle est remplacée au Riigikogu le jour même par Sven Sester.
Le 29 octobre 2009, Aadu Must quitte ses fonctions de député pour devenir président du conseil municipal de Tartu ; il est remplacé par Nikolai Põdramägi.
Le 9 novembre 2009, Ott Lumi renonce à ses activités politiques pour rejoindre le secteur privé ; il est remplacé au Riigikogu par Liisa-Ly Pakosta.
Le 21 décembre 2009, Ülle Rajasalu démissionne de sa fonction de députée pour devenir gouverneure du comté de Harju ; elle est remplacée par Katrin Karisma-Krumm.
Le 12 mars 2010, Tarmo Mänd quitte l'Union populaire estonienne et rejoint le Parti de la réforme.
Le 26 mai 2010, la Cour d'État de la république d'Estonie condamne Villu Reiljan pour une affaire de corruption. Il est démis de ses fonctions de député le lendemain et remplacé par Jaan Õunapuu.
Le 17 juin 2010, Margus Lepik quitte ses fonctions de député pour devenir gouverneur du comté de Valga. Son suppléant Urmas Kruuse renonce à siéger pour rester maire de Tartu ; la fonction de député revient alors à Terje Trei.
Le 14 juin 2010, les députés Jaanus Marrandi, Karel Rüütli et Jaan Õunapuu quittent l'Union populaire estonienne et rejoignent le Parti social-démocrate. Le groupe parlementaire de l'Union populaire estonienne ne compte alors plus que trois députés sur les cinq requis ; il est donc dissous.